# 독서대

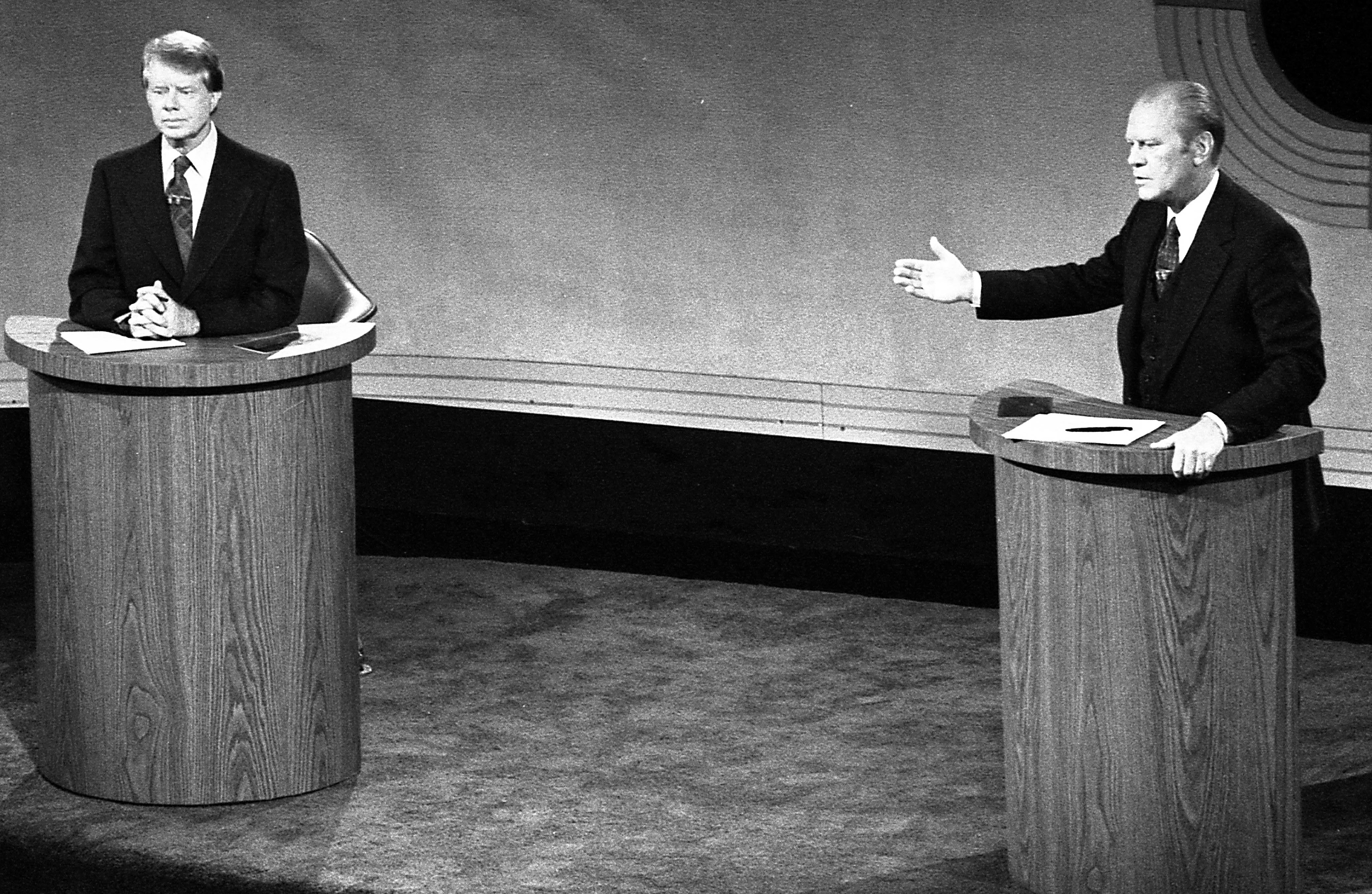
렉턴 뒷편의 제럴드 포드(오른쪽)와 지미 카터(왼쪽). 1976년 미국 대통령 선거에서 논쟁하고 있다.

독서대, 성서대, 강연대 또는 렉턴(Lectern)은 경전 읽기, 강의 또는 설교에서와 같이 큰 소리로 읽을 수 있도록 문서나 책을 올려놓는 경사진 상단의 독서 책상이다. 독서대는 일반적으로 스탠드에 부착되거나 다른 형태의 지지대에 부착된다. 청중을 마주할 때 눈맞춤을 용이하게 하고 자세를 개선하기 위해 강연대는 높이와 기울기를 조절할 수 있다. 렉터(lector)라고 불리는, 강연대에서 책을 읽는 사람들은 일반적으로 서서 읽는다.
근대 이전의 용례에서 lectern이라는 단어는 구체적으로 "성경 교훈(성구)을 노래하거나 읽는 독서 책상 또는 스탠드"를 가리키는 데 사용되었다. 1905년에 나온 한 사전에는 "이 용어는 설교단과 별개로 언급된 계층(교회 서적 스탠드)에만 적절하게 적용된다"라고 명시되어 있다. 그러나 1920년대에는 이 용어가 더 넓은 의미로 사용되었다. 예를 들어, 카네기홀에서 열린 추도식과 관련하여 "연사들이 연설하던 강연대는 검은색으로 둘러싸여 있었다"고 명시되어 있다.

## 같이 보기
- 포디엄
- 강대